# L.S.F.
«L.S.F.» (o «L.S.F. (Lost Souls Forever)») es el segundo sencillo lanzado por la banda de rock británico Kasabian. Fue primero UK Top 10 hit de la banda, alcanzando el puesto #10 y permaneciendo en el Top 75 durante cinco semanas.
En mayo de 2007, la revista NME colocó "LSF" en el número 37 en su lista 50 Greatest Indie Anthems Ever.

## Video musical
El video oficial de la canción muestra a la banda tocando en una cárcel de mujeres.

## Uso de los medios
La canción fue incluida en la banda sonora del videojuego FIFA Football 2004 y la película Stealth: la amenaza invisible y 21 blackjack.

## Lista de canciones
Mini CD
- PARADISE10

1. «L.S.F.» (Lost Souls Forever) – 3:19

- PARADISE11

1. «L.S.F.» (Lost Souls Forever) (Jagz Kooner Remix) - 7:00
2. «L.S.F.» (Original Versión) - 3:09

- PARADISE13

1. «L.S.F.» (Lost Souls Forever) – 3:19
2. «L.S.F.» (Lost Souls Forever) (Jagz Kooner Mix) (Edit) – 3:13

Maxi CD
- PARADISE14

1. «L.S.F.» (Lost Souls Forever) – 3:19
2. «Lab Twat» – 3:18
3. «Doctor Zapp» – 3:32
4. «L.S.F.» (Lost Souls Forever) (Jagz Kooner Mix) (Edit) — 3:13
5. «L.S.F.» (Lost Souls Forever) (Video) - 3:49

Vinilo de 10"
- PARADISE15

1. «L.S.F.» (Lost Souls Forever) (Álbum versión) – 3:14
2. «Club Foot» (Live @ Cabinet War Rooms) - 4:10
3. «L.S.F.» (Lost Souls Forever) (Jagz Kooner Mix - Full Version) - 7:00

## Posicionamiento en listas
| Listas (2004)                | Mejor posición |
| ---------------------------- | -------------- |
| Italia                       | 17             |
| Países Bajos                 | 88             |
| Reino Unido                  | 10             |
| Estados Unidos (alternative) | 32             |